# Robert Leckie (Fußballspieler)
Robert Leckie (* 19. Oktober 1846 in Killearn; † 25. November 1886 in Olifants Bosch, Mankazana, Kapkolonie (Südafrika)) war ein schottischer Fußballspieler. Er war vermutlich einer der Gründungsmitglieder die am 9. Juli 1867 den bis heute ältesten schottischen Fußballverein ins Leben riefen, den FC Queen’s Park aus Glasgow. Zugleich bestritt Leckie das erste offizielle Länderspiel in der Geschichte des Fußballs zwischen Schottland und England im November 1872.

## Karriere
Robert Leckie spielte in seiner aktiven Karriere, die von 1867 bis 1875 andauerte, ausschließlich für den schottischen Hauptstadtverein FC Queen’s Park, den er mit weiteren Personen am 9. Juli 1867 gegründet hatte. Mit dem Verein konnte er in den folgenden Jahren zweimal den Schottischen Pokal gewinnen. Bei der ersten Austragung im Jahr 1874 und ein weiteres Mal 1875.
Leckie wirkte 1872 am ersten offiziellen Länderspiel der Fußballgeschichte mit. Auf Seiten Schottlands spielte er am 30. November 1872 gegen England. Die auf dem Hamilton Crescent im heutigen Glasgower Stadtteil Partick ausgetragene Partie vor etwa 3.000 Zuschauer endete mit 0:0. Die schottische Mannschaft bestand ausschließlich aus Spielern des FC Queen’s Park. Robert Leckie beendete seine Karriere im Jahr 1875.

## Erfolge
mit dem FC Queen’s Park: 
- Schottischer Pokalsieger: 1873/74, 1874/75